# 曲岳
曲岳（まがりたけ）は、山梨県甲斐市と北杜市に跨る、奥秩父山地の南（西）部に位置する山である。
標高は1,642.4m。山梨百名山。頂上が東側へ曲がっている。山頂から金峰山など、奥秩父の山々が展望できる。曲岳庭園という場所にツツジが咲く。

## 隣接する山
- 升形山
- 八丁峠
- 八丁峰
- 黒富士
- 鬼頬山
- 観音峠
- 太刀岡山

## 温泉
- 甲斐市立 百楽泉
- 甲斐市立 神明温泉 志麻の湯

## 交通
- 林道観音峠大野山線